# Steatoda fallax
Steatoda fallax là một loài nhện trong họ Theridiidae.
Loài này thuộc chi Steatoda. Steatoda fallax được John Blackwall miêu tả năm 1865.